# Stiftmosaik

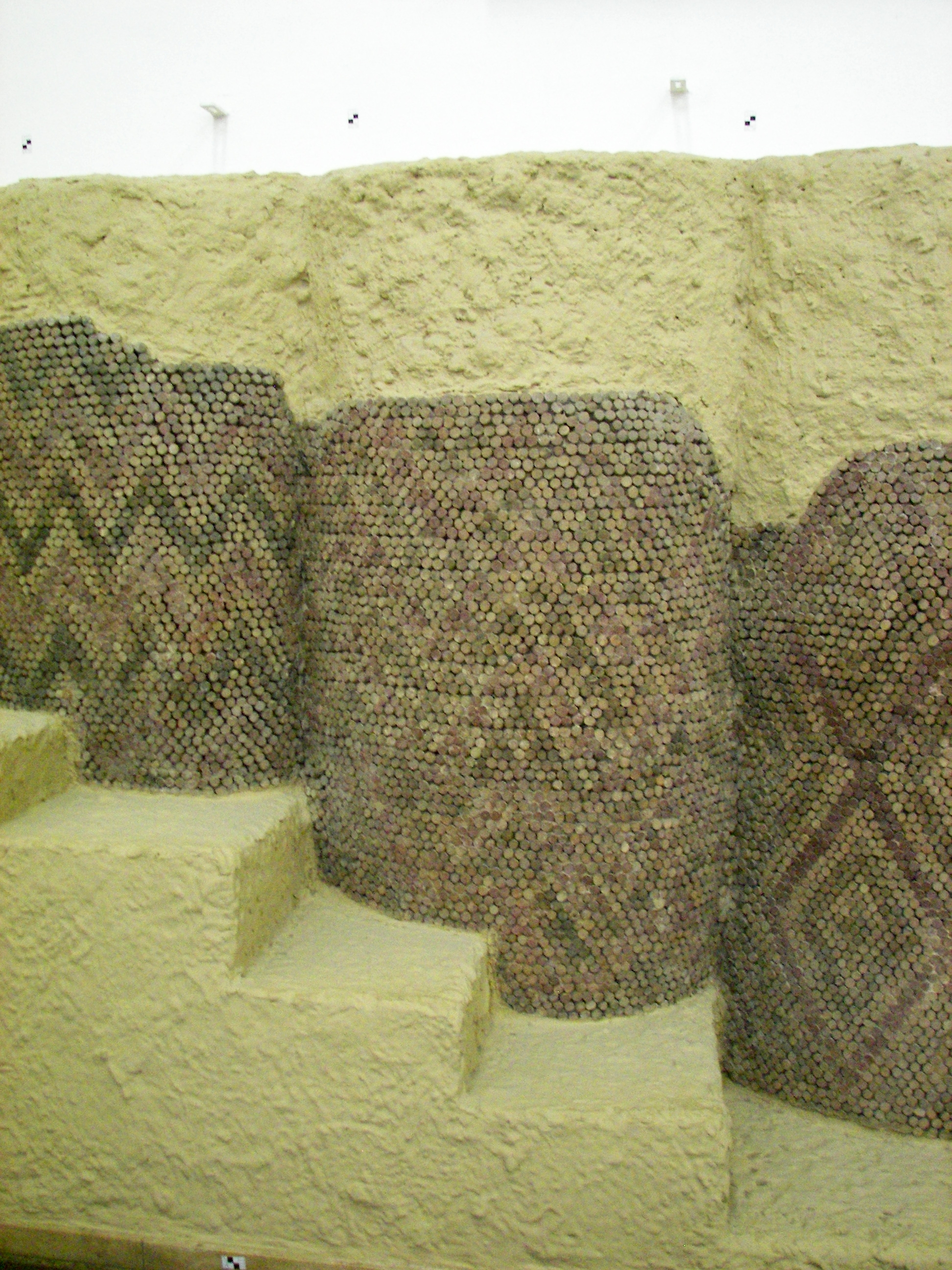
Teile eines Stiftmosaiks des Eanna-Heiligtums in Uruk. Vorderasiatisches Museum Berlin

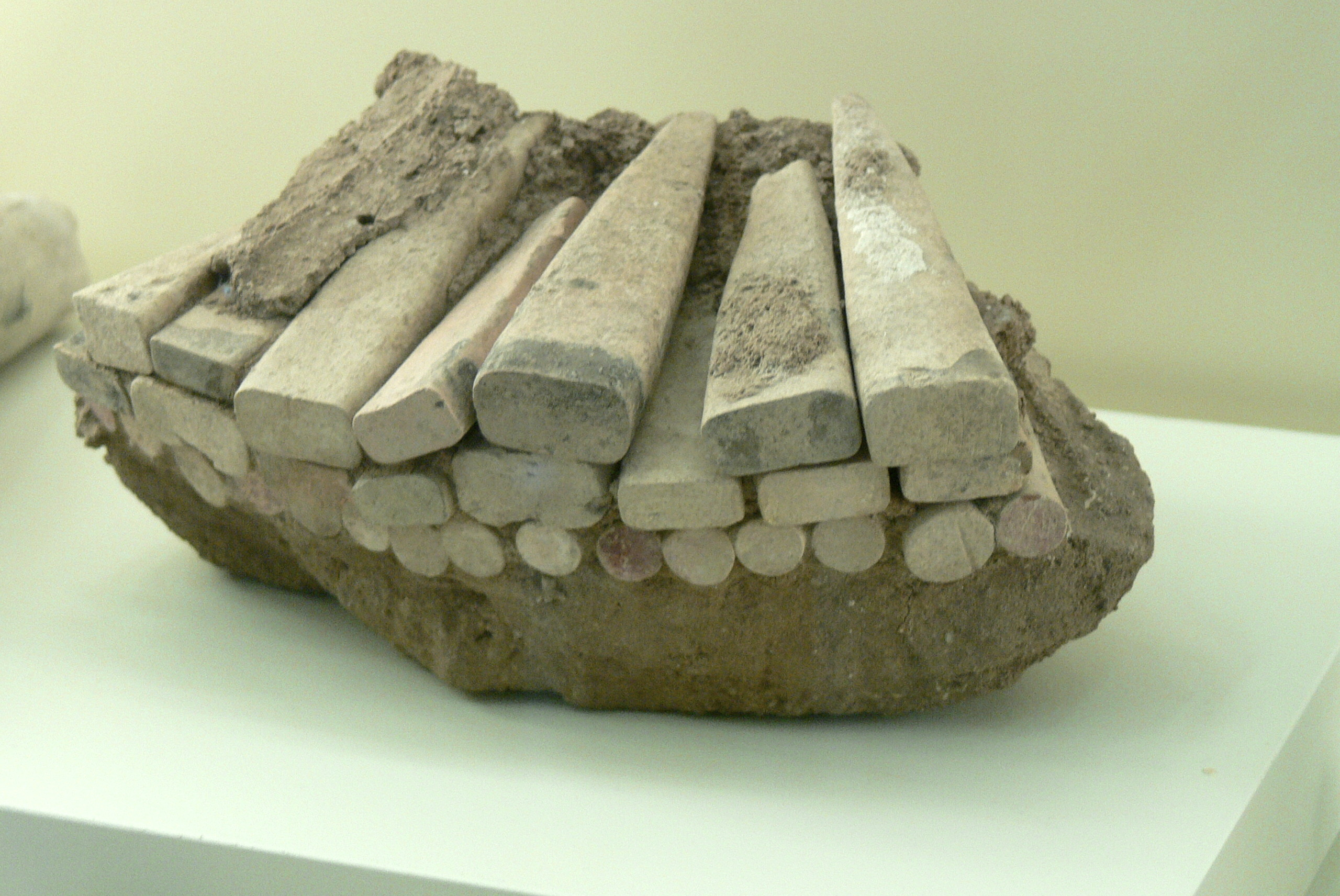
Detailansicht eines weiteren Mosaikfragments

Das Stiftmosaik war eine Technik zum Schmücken von Bauwerken in der frühen Zeit Sumers. Dabei wurden etwa fingerlange Stifte aus Keramik so in den Lehmverputz von Mauern und Säulen gedrückt, dass nur ihre verschiedenfarbig glasierten Köpfe sichtbar blieben.